# 新疆沙虎
新疆沙虎（学名：Teratoscincus przewalskii）为壁虎科沙虎属的爬行动物，俗名石龙尔、西域沙虎。分布于蒙古以及中国大陆的新疆、甘肃、内蒙古等地，多生活于高旱的戈壁砾石沙地以及有时见于固定沙丘、半流沙地带和开垦地附近的戈壁滩上。其生存的海拔上限为1750米。该物种的模式产地在新疆哈密、若羌、民丰。

## 保护
本种于2023年被收录入《有重要生态、科学、社会价值的陆生野生动物名录》。